# Проба Каковского — Аддиса
Проба Аддиса-Каковского — количественный метод исследования мочи, заключающийся в сборе мочи, выделенной за сутки, определении с помощью счётной камеры числа эритроцитов, лейкоцитов и мочевых цилиндров в осадке небольшой пробы и последующем пересчёте на суточное количество мочи.
Предложена в 1910 году приват-доцентом медицинского факультета Киевского Императорского университета святого Владимира Каковским А. Ф., и
усовершенствована в 1925 году профессором Стэнфордского университета (США) Томасом Аддисом.
Применяется для дифференцированной диагностики заболеваний мочеполовой системы, в частности, пиелонефрита и гломерулонефрита, мочекаменной болезни. Заболевание лабораторно диагностируется по количеству и соотношению клеточных элементов (лейкоцитов и эритроцитов).
Увеличение клеточных элементов и превалирование количества лейкоцитов над эритроцитами, говорит, как правило, о пиелонефрите, а эритроцитов над лейкоцитами — о гломерулонефрите.